# Marginella mosaica
Marginella mosaica es una especie de pequeño molusco gasterópodo de la familia Marginellidae en el orden de los Neogastropoda.

## Distribución geográfica
Se encuentra en el océano Índico.